# Aleksander Bardini

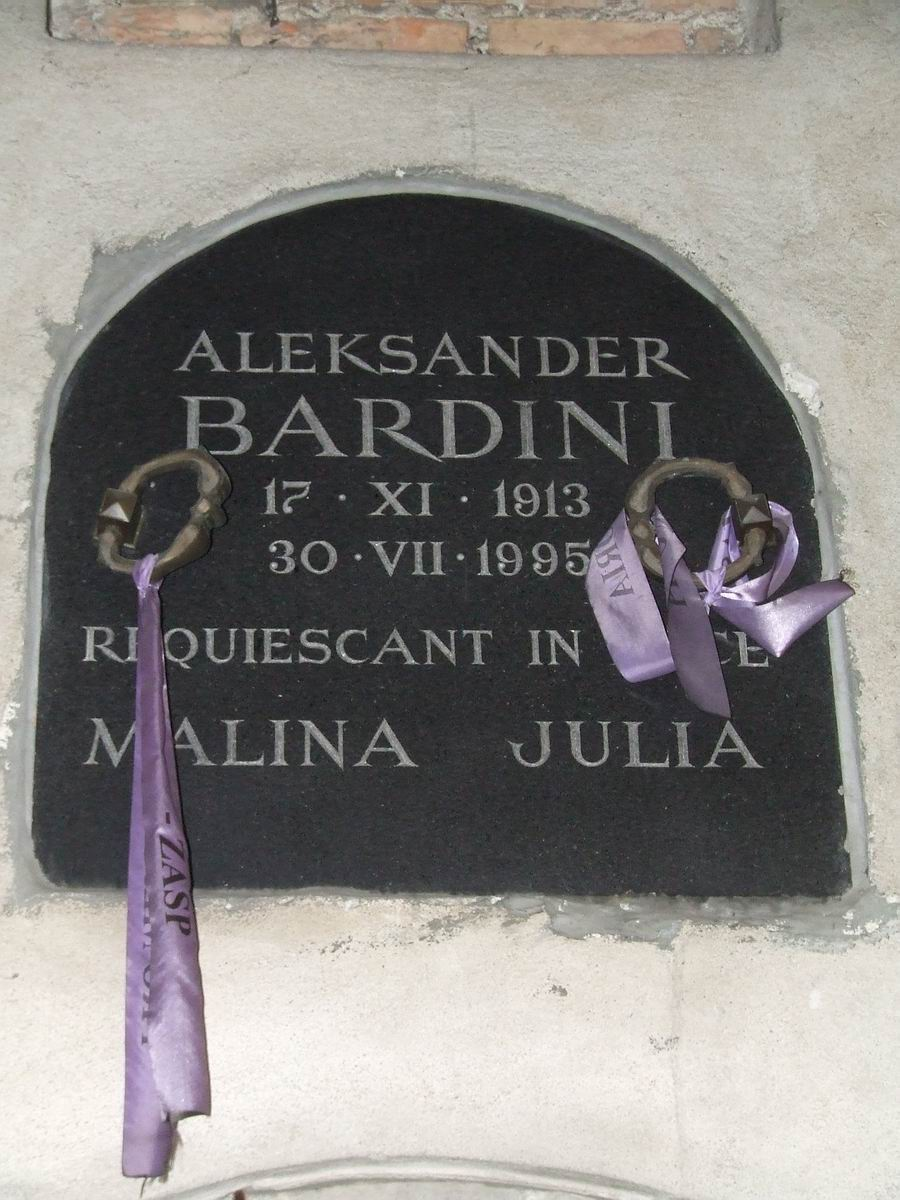
Tomba di Bardini al cimitero Powazki a Varsavia

Aleksander Bardini (Łódź, 17 novembre 1913 – Varsavia, 30 luglio 1995) è stato un regista teatrale e attore polacco.

## Biografia
Insegnante presso l'Accademia Nazionale d'Arte Drammatica di Varsavia, è stato interprete di diversi film del regista Krzysztof Kieślowski. Nel corso della sua pluridecennale carriera ha lavorato anche in Italia, prendendo parte al film di Maurizio Zaccaro La valle di pietra nel 1992.

## Filmografia parziale
- Paesaggio dopo la battaglia, regia di Andrzej Wajda (1970)
- Kit e l'omicida, regia di Krzysztof Zanussi (1974)
- La spirale, regia di Krzysztof Zanussi (1978)
- Senza fine (Bez konca), regia di Krzysztof Kieślowski (1985)
- Decalogo 2 (Dekalog, dwa), regia di Krzysztof Kieślowski (1990)
- Decalogo 4 (Dekalog, cztery), regia di Krzysztof Kieślowski (1990)
- Dottor Korczak (Korczak), regia di Andrzej Wajda (1990)
- La doppia vita di Veronica (La double vie de Véronique), regia di Krzysztof Kieslowski (1991)
- Beltenebros, regia di Pilar Miró (1991)
- La valle di pietra, regia di Maurizio Zaccaro (1992)
- Il tocco della mano (Dotknięcie ręki), regia di Krzysztof Zanussi (1992)
- Tre colori - Film bianco (Trois couleurs: Blanc), regia di Krzysztof Kieślowski (1994)
- Ciao America (Auf Wiedersehen Amerika), regia di Jan Schütte (1994)

## Doppiatori italiani
- Vincenzo Ferro in Decalogo
- Franco Giacobini in La valle di pietra